# 恩格爾 (新墨西哥州)
恩格爾（英語：Engle）是位於美國新墨西哥州謝拉縣的非建制地區。

## 歷史
恩格爾的郵局於1881年設立，其後於1956年停運。

## 地理
恩格爾所處的海拔為高於海平面1456米（即4777英呎），而該地所採用的時區為UTC-7，即北美山地时区（MST）。同時該地設有夏令時間，為UTC-7調快一小時，即UTC-6（MDT）。